# Vladimir Plahotniuc
Vladimir, popularnie Vlad, Plahotniuc (ur. 1 stycznia 1966 w Pitușce) – mołdawski biznesmen i polityk. Był określany jako najpotężniejszy człowiek w Mołdawii, oligarcha kontrolujący najważniejsze instytucje w tym kraju. Opuścił Mołdawię po kryzysie politycznym w czerwcu 2019 r. Aresztowany w Grecji 22 lipca 2025 roku.

## Życiorys
Urodził się w rodzinie nauczyciela, był jednym z sześciorga dzieci. W 1983 r. ukończył szkołę średnią w Grozești. W latach 1991–1993 pracował jako specjalista w ośrodku prewencji i pomocy nieletnim ofiarom przestępstw „Minor” w Kiszyniowie. Przez kolejne pięć lat, według oficjalnego biogramu, pracował w obszarze marketingu i reklamy. Według innych oficjalnych deklaracji tworzył w tym czasie mołdawsko-amerykański fundusz inwestycyjny i zajmował się eksportem win mołdawskich do Rosji. W mediach wielokrotnie pojawiały się materiały sugerujące, że w tym okresie w rzeczywistości prowadził działalność przestępczą (handel ludźmi). Dzięki tej działalności Plahotniuc miał pozyskać kontakty i informacje, które następnie umożliwiły mu uzyskanie stanowiska w koncernie Petrom Moldova, bogacenie się na prywatyzacji majątku państwowego i budowanie sieci wpływów w strukturach państwowych. Działania te ułatwiała Plahotniukowi znajomość z Olegiem, synem Vladimira Voronina, prezydenta Mołdawii w latach 2001–2009.
W 2001 r. ukończył studia na Mołdawskim Uniwersytecie Technicznym, uzyskując stopień inżyniera technologii żywności. W 2006 r. uzyskał licencjat w dziedzinie nauk prawnych na Mołdawskim Uniwersytecie Studiów Europejskich.
W 2001 r. pełnił obowiązki dyrektora handlowego koncernu Petrom Moldova, zaś od 2001 do 2010 był jego dyrektorem generalnym. Od kwietnia 2005 do maja 2006 pełnił obowiązki wiceprezesa rady nadzorczej Victoriabanku, a następnie do stycznia 2011 r. jej szefem. Od stycznia 2010 do stycznia 2011 był również wiceprezesem koncernu Petrom Moldova. Jego majątek był w tym okresie wyceniany na ok. 2–2,5 mld dolarów amerykańskich, ponadto Plahotniuc faktycznie kontrolował część przedsiębiorstw, które pozostawały własnością państwa. Od 2010 r. kierował założonym przez siebie stowarzyszeniem biznesmenów mołdawskich oraz fundacją „Edelweiss”.

### Działalność polityczna
Plahotniuc faktycznie kontrolował Demokratyczną Partię Mołdawii (PDM), której wiceprzewodniczącym został w 2010 r. i którą wspierał finansowo jeszcze przed tym, gdy po protestach w Mołdawii w 2009 r. stała się ona częścią rządzącej koalicji. W tym samym roku uzyskał mandat deputowanego do Parlamentu Republiki Mołdawii. W latach 2010–2013 pełnił obowiązki pierwszego wiceprzewodniczącego parlamentu Mołdawii. W wyborach parlamentarnych w 2014 r. ponownie został wybrany na deputowanego z ramienia PDM.
W ramach rządzącej Mołdawią koalicji partii deklarujących proeuropejskość Plahotniuc rywalizował o kontrolę nad mołdawskim parlamentem i rządem z innym oligarchą i politykiem Vladem Filatem, stojącym na czele Liberalno-Demokratycznej Partii Mołdawii. Walkę tę wygrał, doprowadzając do skazania konkurenta na więzienie za korupcję; w rezultacie w 2016 r. Plahotniuc i skupiony wokół niego klan w sposób niekwestionowany kontrolowali najważniejsze instytucje państwowe w Mołdawii – rząd, parlament, system sądowniczy i finansowy, a także większość państwowych kanałów telewizyjnych i szereg innych mediów. Rozmiary wpływów Plahotniuka w Mołdawii sprawiają, że nazywany był przez swoich krytyków „Lalkarzem”.
W powołanym w styczniu 2016 r. rządzie Pavla Filipa zarówno sam premier, jak i inni politycy na kluczowych stanowiskach, byli związani z klanem Plahotniuka. Przed nominowaniem Filipa na premiera Plahotniuc sam czynił starania, by stanąć na czele rządu, jednak jego kandydatury nie zaaprobował prezydent Nicolae Timofti. Blisko związany z Plahotniukiem był również przewodniczący parlamentu Mołdawii w latach 2015-2019, Andrian Candu.
6 grudnia 2017 r. sąd dla rejonu Basmannego Moskwy wydał zaoczne postanowienie o aresztowaniu Plahotniuka. Rosyjski Komitet Śledczy podejrzewa Plahotniuka o próbę zabójstwa.
W wyborach parlamentarnych w Mołdawii w lutym 2019 r. Vladimir Plahotniuc zdobył mandat deputowanego w okręgu jednomandatowym nr 17 w Nisporeni. W czerwcu tego samego roku opuścił Mołdawię po tym, gdy z poparciem Stanów Zjednoczonych, Rosji i Unii Europejskiej koalicję rządową zawiązały dotąd rywalizujące ze sobą Partia Socjalistów Republiki Mołdawii oraz proeuropejski blok Teraz (ACUM). Celem tego porozumienia było zakończenie nieformalnych rządów Plahotniuka w Mołdawii.

## Odznaczenia
- Order Republiki (24 lipca 2014) – nadanie orderu unieważnione dekretem Prezydent Mołdawii Mai Sandu w dniu 18 lutego 2021[23]
- Order „Chwała pracy” (2007)